# Isaac Carcelén
Isaac Carcelén Valencia (ur. 23 kwietnia 1993 w El Puerto de Santa María) – hiszpański piłkarz występujący na pozycji obrońcy w Cádiz CF.